# Trozos de mi alma
Trozos de mi alma es el tercer álbum de estudio del cantautor mexicano Marco Antonio Solís. Fue lanzado al mercado por la empresa discográfica Fonovisa el 26 de enero de 1999. El álbum Trozos de mi alma fue producido por el cantautor y productor musical argentino-mexicano Bebu Silvetti y se convirtió en su primer número uno en el Billboard Top Latin Albums, y fue certificado platino por la Recording Industry Association of America por ventas superiores a 1.000.000 de unidades en Estados Unidos; también recibió una acreditación de diamante en México en 2004.
El álbum Trozos de mi alma fue nominado a los Premios Billboard de la Música Latina en la categoría de "Mejor Álbum Masculino del Año" y "Mejor Álbum Regional Mexicano del Año" en el año 2000.
Trozos de Mi Alma presenta canciones escritas por Solís, pero previamente grabadas por diferentes artistas como Marisela, Olga Tañon, Rocío Dúrcal, Enrique Iglesias, entre otros.

## Lista de canciones
Todas las canciones escritas y compuestas por Marco Antonio Solís. 
| Trozos de mi alma |                           |                         |          |  |
| N.º               | Título                    | Interprete original     | Duración |  |
| 1.                | «Si no te hubieras ido»   | Marisela (1984)         | 4:48     |  |
| 2.                | «Amor en silencio»        | Dulce (1988)            | 3:59     |  |
| 3.                | «Se va muriendo mi alma»  | María Sorté (1990)      | 4:35     |  |
| 4.                | «Mi eterno amor secreto»  | Olga Tañon (1996)       | 3:47     |  |
| 5.                | «Sigue sin mí»            | Beatriz Adriana (1986)  | 4:02     |  |
| 6.                | «Si te pudiera mentir»    | Rocío Dúrcal (1990)     | 4:21     |  |
| 7.                | «La última parte»         | Ariel (1998)            | 4:38     |  |
| 8.                | «Invéntame»               | Enrique Iglesias (1995) | 3:31     |  |
| 9.                | «A qué me quedo contigo»  | Rocío Dúrcal (1990)     | 4:18     |  |
| 10.               | «El peor de mis fracasos» | María Sorté (1990)      | 4:10     |  |

## Créditos y personal
- Producido por: Bebu Silvetti.
- Producción Ejecutiva: Federico Ehrlich.
- Arreglos y dirección: Bebu Silvetti.
- Vocals: Marco Antonio Solís.
- Piano y Sintetizadores: Bebu Silvetti.
- Programación de Sintetizadores: Rodolfo Castillo.
- Guitarra: Manny López.
- Guitarra acústica: Yasmil Marrufo.
- Bajo: Julio Hernández.
- Batería: Orlando Hernández.
- Percusión: Rafael Solano.
- Coros: Bárbara Larrinaga, Lena Pérez, Michelle Martínez.
- Saxofón: Dan Higgins.
- Saxofón soprano: Greg Vail.
- Trompetas: Charlie Davis, Larry Hall, Ramón Flores.
- Trombones: Alan Kaplan, Bob Payne, Steve Holtman.
- Oboe: Joel Timm.
- Cuerdas: The VVC Symphonic Orchestra.
- Concert Master: Ezra Kliger.
- Copista: Héctor Pineda.
- Asistente de Producción: Ben Georgiades.
- Ingenieros de Grabación: Alfredo Matheus, Charlie Paakkari y David Appelt.
- Ingenieros de Mezcla:  Alfredo Matheus y Sergio García.
- Asistentes de Grabación: Chris Wiggins, Hal Batt, James Stone, Jeff Shannon, Luis Quine.
- Asistentes de Mezcla: Alfredo Figueroa y Chris Wiggins.
- Coordinación de producción: Ezra Kliger y Sylvia Silvetti.
- Coordinación artística: Alfredo Gatica.
- Grabado en los siguientes estudios: After Hours, Miami, Florida, EE. UU., O'Henry Studios, Burbank, California, EE. UU., Andora Studios, Hollywood, Los Ángeles, California, EE. UU.
- Mezclado en: Crescent Moon Studios, Miami, Florida, EE. UU.
- Masterizado por: Ron McMaster en Tower Mastering, Hollywood, California, EE. UU.
- Diseño gráfico: John Coulter.
- Fotografía: William Hames.

## Rendimiento en listas
| Listas (1999)                 | Máxima posición |
| ----------------------------- | --------------- |
| US Billboard Top Latin Albums | 1               |
| US Billboard Top Heatseekers  | 9               |
| US Billboard Latin Pop Albums | 1               |
| Billboard 200                 | 157             |